# Alaincourt (Aisne)
Alaincourt ist eine französische Gemeinde mit 522 Einwohnern (Stand 1. Januar 2022) im Département Aisne in der Region Hauts-de-France (vor 2016 Picardie). Sie gehört zum Arrondissement Saint-Quentin, zum Kanton Ribemont und zum Gemeindeverband Val de l’Oise.

## Geografie
Die Gemeinde Alaincourt liegt an der Oise und dem parallel verlaufenden Sambre-Oise-Kanal, die hier von der Autoroute A26 überquert werden, zehn Kilometer südöstlich von Saint-Quentin und 25 Kilometer nordwestlich von Laon. Umgeben ist Alaincourt von den Nachbargemeinden Urvillers im Nordwesten, Berthenicourt im Nordosten, Séry-lès-Mézières im Osten, Brissy-Hamégicourt im Südosten, Moÿ-de-l’Aisne im Südwesten sowie Cerizy im Westen.

## Bevölkerungsentwicklung
| Jahr                       | 1962 | 1968 | 1975 | 1982 | 1990 | 1999 | 2006 | 2013 | 2021 |
| -------------------------- | ---- | ---- | ---- | ---- | ---- | ---- | ---- | ---- | ---- |
| Einwohner                  | 454  | 434  | 425  | 504  | 521  | 465  | 488  | 529  | 527  |
| Quellen: Cassini und INSEE |      |      |      |      |      |      |      |      |      |

## Sehenswürdigkeiten
- Kirche zur Geburt der Heiligen Jungfrau (Église de la Nativité-de-la-Sainte-Vierge)

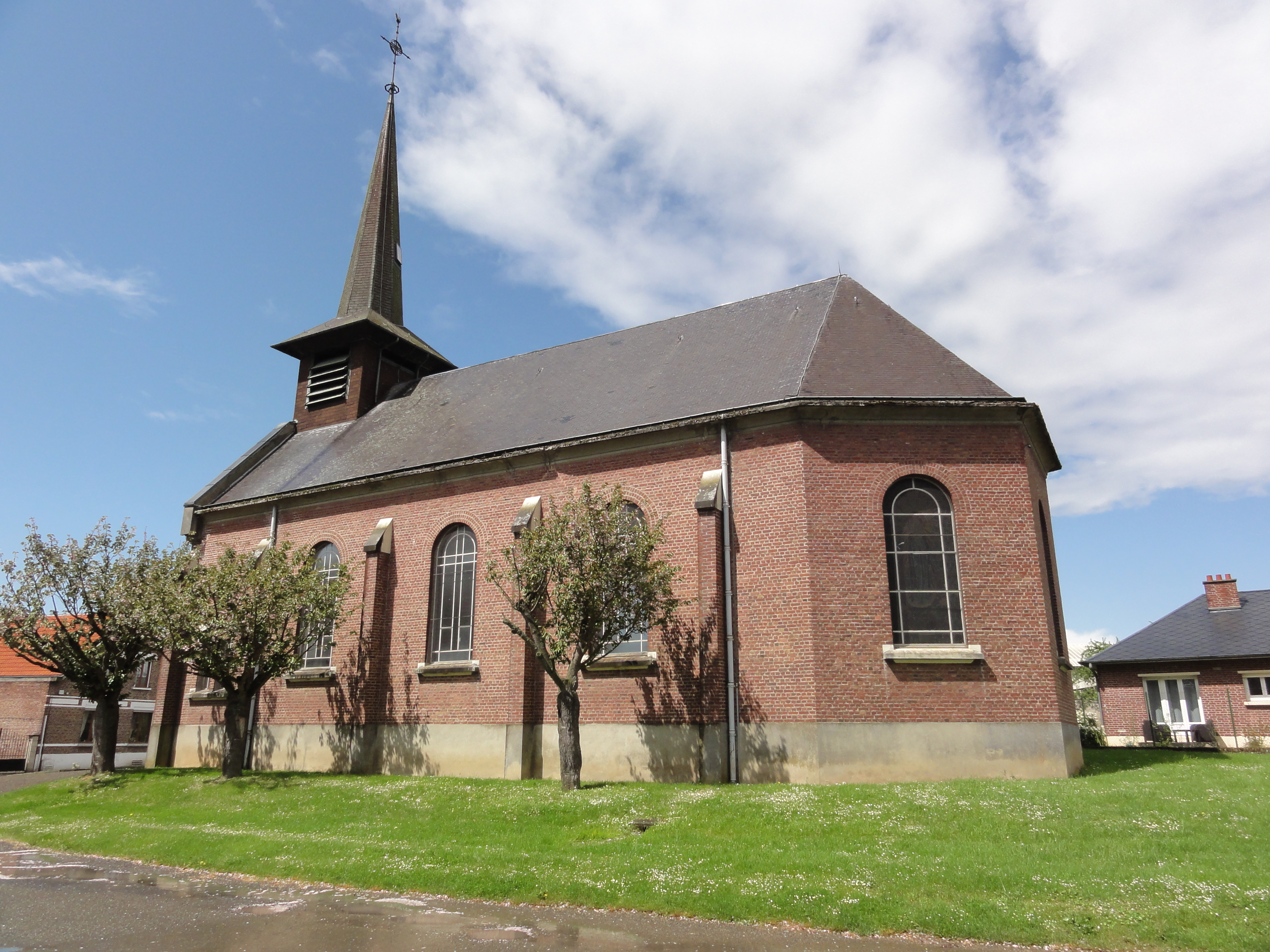
Église de la Nativité-de-la-Sainte-Vierge
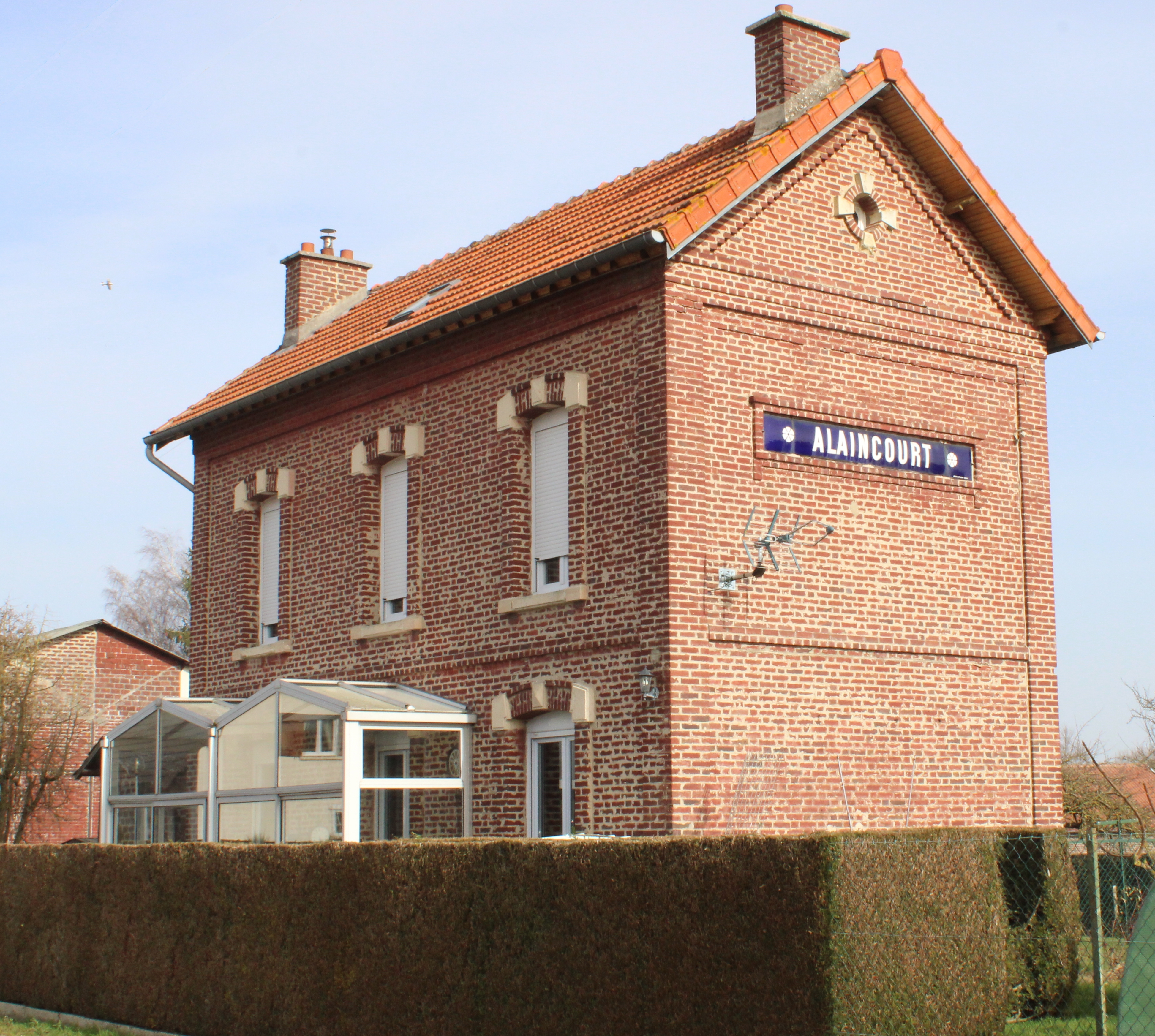
Ehemaliger Bahnhof
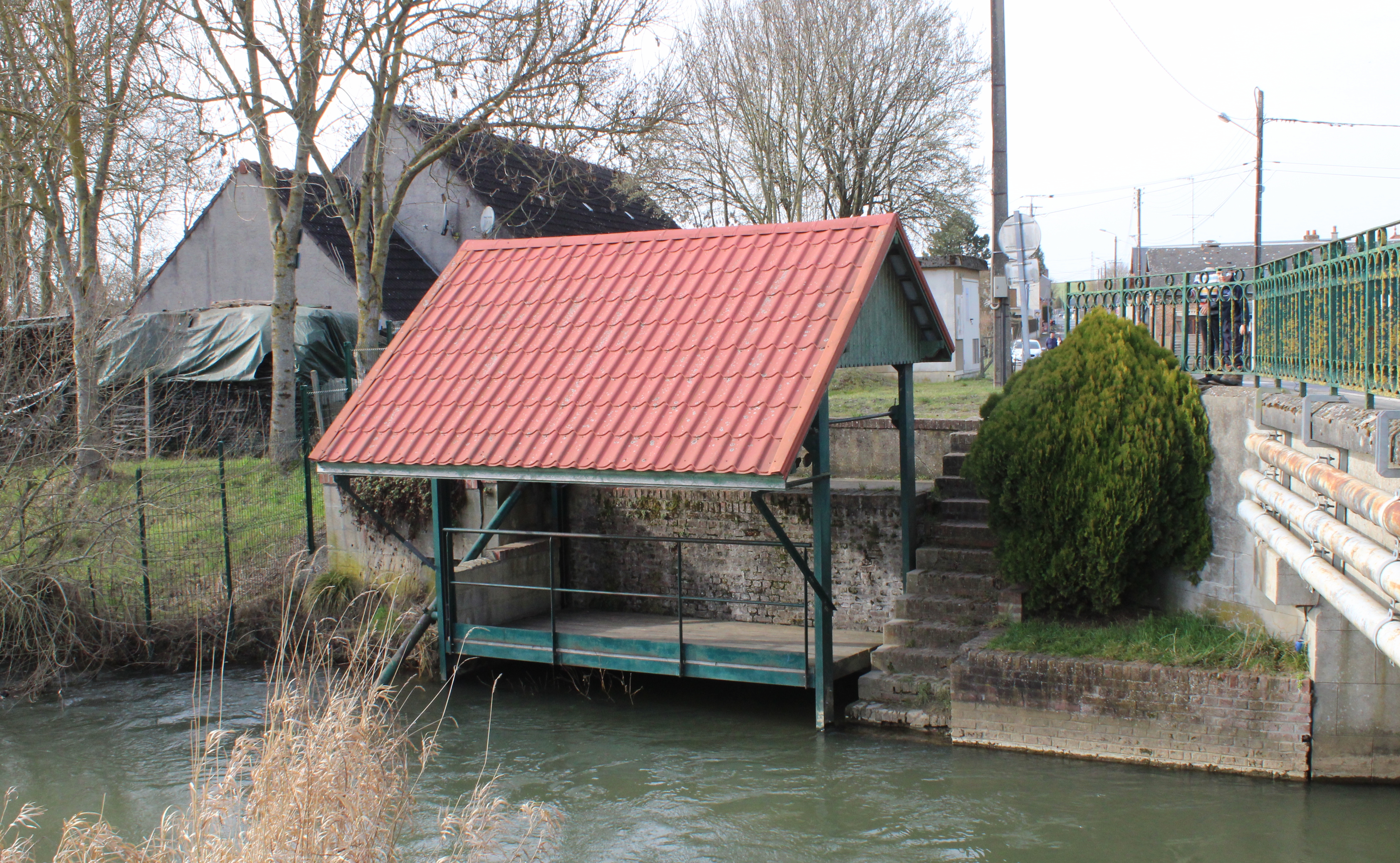
Lavoir
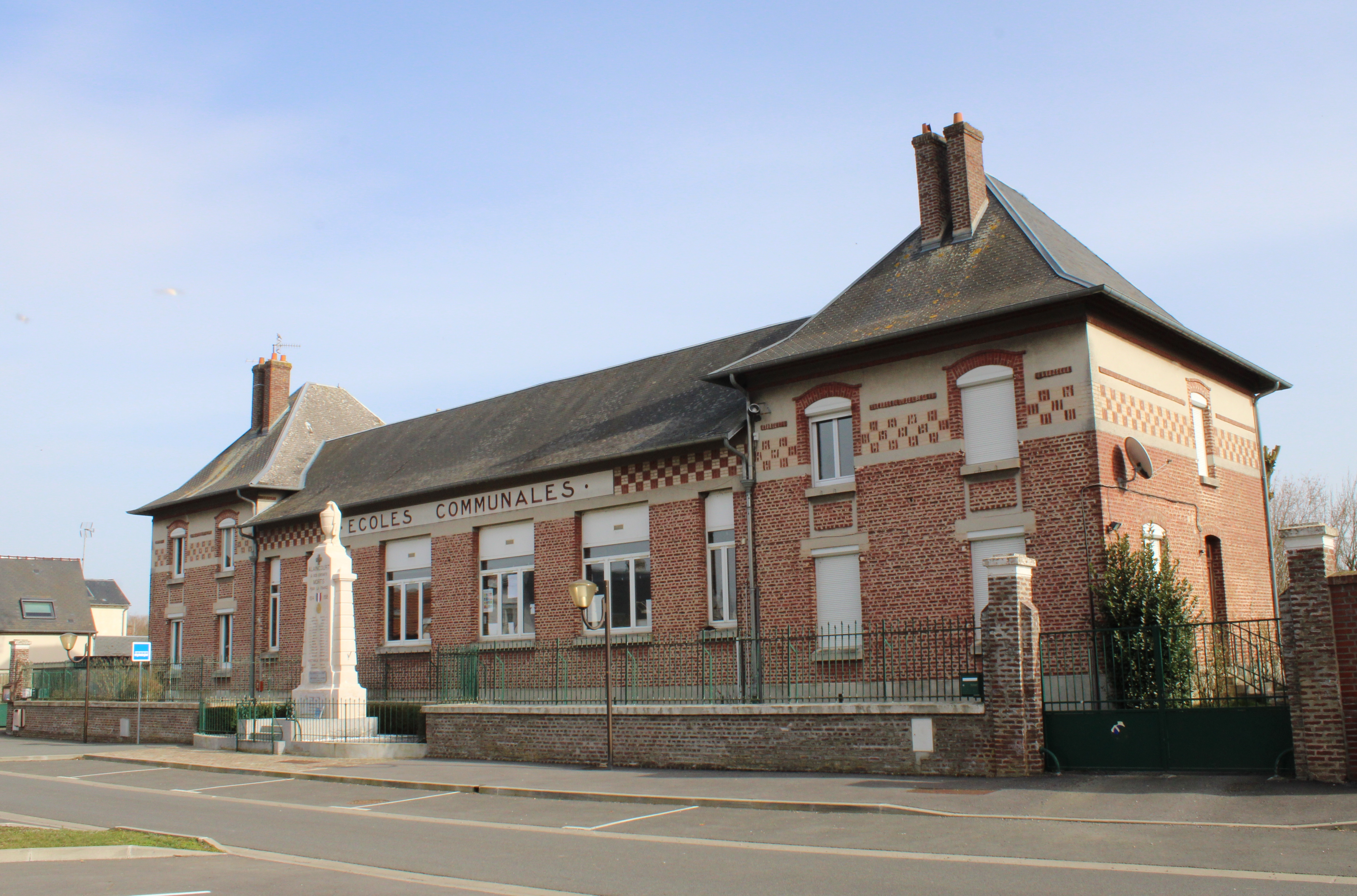
Schule und Gefallenendenkmal